# Dmitrij Telegin
Dmitrij Telegin (in russo Дмитрий Телегин?; 9 marzo 1983) è un pentatleta russo.

## Palmarès
In carriera ha conseguito i seguenti risultati:
- Europei

Riga 2007: oro nel pentathlon moderno staffetta a squadre.